# Абобакіров Обіджон Олімович
Обіджон Олімович Абобакіров (15 січня 1952, кишлак Жартепа, тепер Баликчинського району Андижанської області, Узбекистан) — узбецький радянський діяч, тракторист радгоспу імені Максима Горького Баликчинського району Андижанської області Узбецької РСР. Член ЦК КПРС у 1990—1991 роках.

## Життєпис
У 1968—1971 роках — робітник радгоспу імені Максима Горького Баликчинського району Андижанської області Узбецької РСР
З 1971 по 1973 рік служив у Радянській армії.
З 1973 року — тракторист радгоспу імені Максима Горького Баликчинського району Андижанської області Узбецької РСР.
У 1974 році закінчив вечірню середню школу.
Член КПРС з 1979 року.
Подальша доля невідома.